# Демчук Дмитро
Дмитро́ Демчу́к (1895, Цвітоха, Заславський повіт, Волинська губернія — 1963, Чехословаччина) — український громадсько-політичний діяч, сотник армії УНР, провідний діяч Ліги Українських Націоналістів, обраний до складу Проводу українських націоналістів, референт ПУНу, у 1945—1955 роках в'язень радянських таборів.

## Життєпис

Провідні члени Легії Українських Націоналістів. Сидять зліва направо: Микола Сціборський, Микола Тобілевич, Теофіл Пасічник-Тарнавський, Леонід Костарів, Максим Загривний. Стоять зліва направо: Юрій Руденко, Юрій Артюшенко, Дмитро Пасічник, Роман Минів, Дмитро Демчук, Олександр Чехівський, Костянтин Дударів, Ярослав Герасимович

Дмитро Демчук народився 1895 року в селі Цвітоха, Заславського повіту, Волинської губернії (тепер - Шепетівський район, Хмельницької області). Закінчив учительську семінарію.
Сотник Дієвої армії УНР. Навчався у Карловому університеті в Празі на філософському відділі, захистив докторат. Працював учителем в українських і чеських школах.
Провідний діяч Ліги Українських Націоналістів. На установчих зборах цієї організації представляв Українське Національне Об'єднання в Чехословаччині. Член редакційної колегії органу ЛУН «Державна Нація» (1926—1927). На першому Конґресі (Великому Зборі) ОУН (1929) працював в ідеологічній комісії міжнародної політики та державного устрою, виголосив доповідь «Основи українського націоналізму».
Обраний до складу Проводу Українських Націоналістів, фінансовий референт ПУНу. Заарештований СМЕРШем 1945 року.
Після 10-річного ув'язнення Дмитро Демчук переїхав до Чехословаччини.

Перший Конґрес Українських Націоналістів у Відні, 1929 рік. Сидять зліва направо 1 ряд: Юліан Вассиян, Дмитро Андрієвський, Микола Капустянський, Євген Коновалець, Микола Сціборський, Яків Моралевич, Володимир Мартинець, Микола Вікул. Стоять зліва направо 2 ряд: Іван Малько, Осип Бойдуник, Максим Загривний, Євген Зиблікевич, Петро Кожевників, Дмитро Демчук, Леонід Костарів, Олесь Бабій, Ріко Ярий, Михайло Антоненко, Зенон Пеленський. Стоять зліва направо 3 ряд : Юрій Руденко, Ярослав Барановський, Степан Охримович, Степан Ленкавський, Андрій Федина, Ярослав Герасимович, Теофіл Пасічник-Тарнавський, Олександр Згорлякевич